# Euanoma marketae
Euanoma marketae is een keversoort uit de familie kasteelkevers (Omalisidae). De wetenschappelijke naam van de soort werd in 2007 gepubliceerd door Kundrata & Bocák.